# Adriana Louvier
Adriana Louvier Vargas (Mexikóváros, 1980. szeptember 18. –) mexikói színésznő.

## Élete és pályafutása
Mexikóvárosban született. Elvégezte a TV Azteca színészképzőjét, a Centro de Formación actoralt (CEFAC). 1999-ben az Atrévete műsorvezetőjeként debütált. Első szerepét 2000-ben a Golpe bajóban játszotta, mint Lluvia. 2003-ban a perui Lorenzo asszonya főszereplője lett, majd ezután visszatért Mexikóba a TV Aztecához.

## Filmográfia

### Telenovellák, tv-sorozatok
- Golpe bajo (2000) ... Lluvia
- Amor inesperado (2000) ... Adriana
- Lo que es el amor (2001) ... Julieta Rivas
- Uroboros (2001) ... Gloria
- Tal para cual (2002)
- Sin permiso de tus padres (2002)
- Lorenzo asszonya (2003) ... Silvia López
- Enamórate (2003) ... Pato
- La heredera  (2004) ... Linda
- Top Models (2005) ... Carla Oliver del Río 'Cossy del Río'
- Többet soha (2005) ... Jazmin
- Amor en custodia ... Tatiana Aguirre
- Többet soha II. (2006) ... Jazmin
- Ángel, las alas del amor (2006-2007) ... Celeste
- Tengo todo excepto a ti (2008) ... Estephania
- A császárnő (2011) ... Esther Mendoza del Real-Jurado
- Könnyek királynője (2012-2013) ... Olga Ancira Cervantes
- Quiero amarte (2013-2014) ... Constanza Olazábal
- Yo no creo en los hombres (2014) ... María Dolores Morales Garza
- Sin rastro de ti (2016) ... Julia / Lorena
- Caer en tentación (2017) ... Carolina

### Filmek
- Yo también te quiero (2005)  Tania
- Adiós mundo cruel (2010)
- Amar no es querer (2011)  Jackie
- Toda la suerte del mundo (2011)  Elena
- Hidden Moon (2012)  Apolonia

## Fordítás
- Ez a szócikk részben vagy egészben  az   Adriana Louvier című spanyol Wikipédia-szócikk fordításán alapul.  Az eredeti cikk szerkesztőit annak laptörténete sorolja fel. Ez a jelzés csupán a megfogalmazás eredetét és a szerzői jogokat jelzi, nem szolgál a cikkben szereplő információk forrásmegjelöléseként.